# Guerra Franco-Turca
A Guerra Franco-Turca, também chamada de Campanha da Cilícia (em francês: Campagne de Cilicie) e como Frente do Sul (em turco: Güney Cephesi) da Guerra da Independência Turca na Turquia, foi uma série de conflitos conflitos militares entre a França (Forças Coloniais Francesas e a Legião Armênia Francesa) e as Forças Nacionais Turcas (lideradas pelo governo da Grande Assembléia Nacional da Turquia, em Ancara depois de Abril de 1920) de Dezembro de 1918 a Outubro de 1921. no rescaldo da Primeira Guerra Mundial. O interesse francês na região veio do Acordo Sykes-Picot e do retorno dos refugiados arménios do Genocídio armênio a seus lares.
Junto com as outras potências aliadas, os franceses abandonaram o interesse pela população armênia em favor de apoiar a Turquia como um estado-tampão do expansionismo Bolchevique.

## Origens

### Acordos

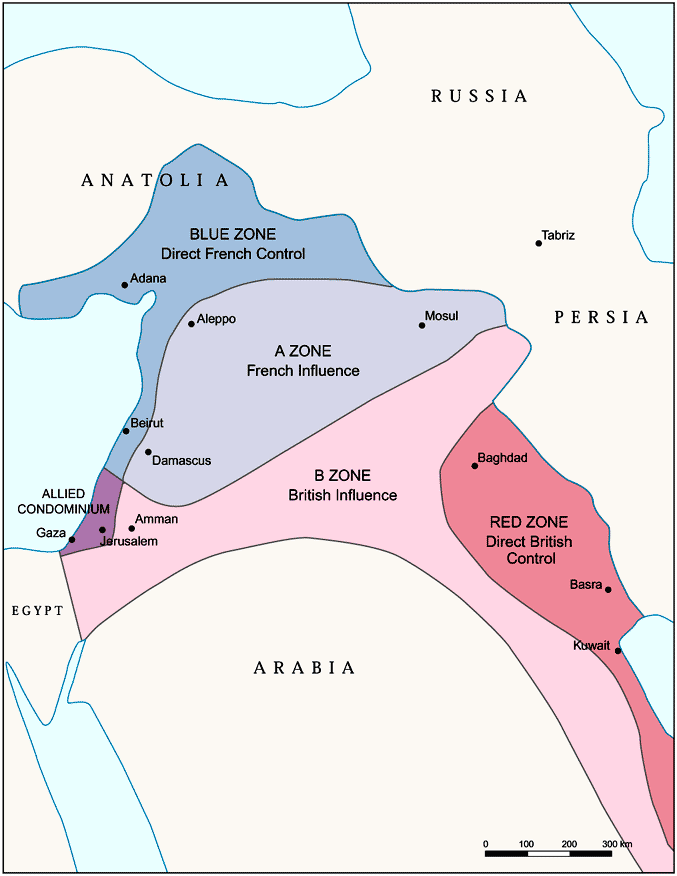
O secreto Acordo Sykes-Picot

Após o Armistício de Mudros, o Exército Francês mudou-se para Çukurova de acordo com o secreto Acordo Sykes-Picot de 1916, que dava à França o controle da Síria Otomana e do sul da Anatólia, incluindo os principais locais estratégicos da planície fértil de Çukurova, os portos de Mersin e İskenderun (Alexandreta) e as minas de cobre de Ergani. Por outro lado, as terras férteis da Mesopotâmia e o vilaiete de Mossul (onde se suspeitava que existissem campos petrolíferos) eram prioridades para os britânicos. Segundo o acordo, os britânicos cuidariam das cidades de Antep, Marash e Urfa até que os franceses chegassem às regiões da Anatólia meridional alocadas a eles no acordo.
A Legião Armênia francesa, sob o comando do General Edmund Allenby, consistia de voluntários armênios que ajudaram os Aliados quando os Otomanos começaram a levar a cabo o Genocídio armênio. Os Armênios lutaram na Palestina e na Síria, e também na Cilícia após o Armistício de Mudros.

## Ocupação Francesa da Ásia Menor

### Desembarques no Mar Negro
Após o armistício de Mudros, a primeira coisa que os militares Franceses fizeram foi controlar as minas de carvão Otomanas, estrategicamente importantes, nas quais a capital francesa detinha participações significativas. O objetivo era tomar o controle dessa fonte de energia e atender às necessidades militares francesas. Também impediu a distribuição de carvão na Anatólia, que poderia ser usada em atividades de apoio à insurgência.
Em 18 de Março de 1919, duas canhoneiras francesas trouxeram tropas para os portos de Zonguldaque e Karadeniz Ereğli, no Mar Negro, para comandar a região de mineração de carvão Otomana. Por causa da resistência que enfrentaram durante a estada de um ano na região, as tropas francesas começaram a retirar-se de Karadeniz Ereğli em 8 de Junho de 1920. Eles continuaram a perseguir a ocupação de Zonguldaque, que aconteceu em 18 de Junho de 1920.

### Operações de Constantinopla e Trácia
As principais operações na Trácia visavam apoiar os objetivos estratégicos dos aliados. Uma brigada Francesa entrou em Constantinopla em 12 de Novembro de 1918. Em 8 de Fevereiro de 1919, o General francês Franchet d'Espèrey - comandante em chefe das forças de ocupação aliadas no Império Otomano - chegou a Constantinopla para coordenar o governo de ocupação.
A cidade de Bursa - uma antiga capital Otomana de importância central no noroeste da Anatólia - também foi ocupada por forças francesas por um breve período antes da grande ofensiva de verão do exército Grego em 1920, quando a cidade caiu para os Gregos.

### Campanha Cilícia
| Batalha        | General           | Data                       |
| -------------- | ----------------- | -------------------------- |
| Marash         | Ali Fuat Cebesoy  | 20 Jan – 10 Fev 1920       |
| Urfa           | Ali Saip Ursavaş  | 9 Fev – 11 Abr 1920        |
| Defesa Antep   | Ali Kılıç         | 1 Abr 1920 – 9 Fev 1921    |
| Cerco de Antep | Şefik Özdemir Bey | 5 Agosto 1920 – 9 Fev 1921 |

O primeiro desembarque ocorreu em 17 de Novembro de 1918 em Mersin, com cerca de 15.000 homens, principalmente voluntários da Legião Armênia francesa, acompanhados por 150 oficiais Franceses. Os primeiros objetivos dessa força expedicionária eram ocupar portos e desmantelar a administração Otomana. Em 19 de Novembro, Tarso foi ocupada para proteger o ambiente e preparar o estabelecimento do quartel general em Adana.
Depois da ocupação da Cilícia em fins de 1918, as tropas francesas ocuparam as províncias Otomanas de Antep, Marash e Urfa, no sul da Anatólia, no final de 1919, tomando-as das tropas britânicas, conforme combinado.
Na ponta leste da zona de ocupação no sul, a cidade de Mardin também foi ocupada por um dia (em 21 de Novembro de 1919) até á noite, quando os franceses acharam melhor abandonar a tentativa de ocupação.
A França designou Édouard Brémond governador da zona de ocupação francesa no sul, de 1 de Janeiro de 1919 a 4 de Setembro de 1920, e Julien Dufieux de Setembro de 1920 a 23 de Dezembro de 1921.
Nas regiões que ocupavam, os franceses encontraram resistência imediata dos turcos, especialmente porque se associaram aos objetivos Armênios. Os soldados franceses eram estrangeiros na região e usavam milícias Armênias para adquirir informações. Os cidadãos turcos tinham estado em cooperação com tribos árabes nesta área. Comparado com a ameaça Grega, os franceses pareciam menos perigosos para Mustafa Kemal Pasha, que sugeriu que, se a ameaça grega pudesse ser superada, os franceses não resistiriam, especialmente porque queriam se estabelecer na Síria.
A resistência das forças turcas foi uma grande surpresa para a França. Eles culparam os Britânicos por seu fracasso em conter o poder das forças locais de resistir. O objetivo estratégico de abrir uma frente sulista ao mover os armênios contra as forças nacionais Turcas foi um fracasso após a derrota das forças Gregas no oeste.
Em 11 de Fevereiro de 1920, após 22 dias da Batalha de Marash, as tropas de ocupação francesas, seguidas por membros da comunidade armênia local, viram-se forçadas a evacuar Marash por causa da resistência e ataques dos revolucionários turcos. A perda da cidade foi acompanhada por massacres em larga escala da população armênia, com milhares de vítimas. O membro da legião armênia francesa Sarkis Torossian suspeita em seu diário que as forças Francesas deram armas e munição aos Kemalistas para permitir que o exército francês saísse da Cilícia.
Forças da milícia de Marash contribuíram ainda mais para o esforço de guerra, participando na recaptura de outros centros na região, forçando as forças francesas a recuar gradualmente, cidade por cidade.

### Fim das Hostilidades
O Tratado de Paz da Cilícia entre a França e o Movimento Nacional Turco foi assinado em 9 de Março de 1921. Ele pretendia acabar com a guerra Franco-Turca, mas não conseguiu e foi substituído em Outubro de 1921 pelo Tratado de Ancara assinado por representantes dos Franceses e Turcos em 20 de Outubro de 1921, e finalizado com o Armistício de Mudanya.

## Retirada e Movimentos Populacionais
As forças francesas retiraram-se da zona de ocupação nos primeiros dias de 1922, cerca de dez meses antes do Armistício de Mudanya. A partir de 3 de Janeiro, as tropas francesas evacuaram Mersin e Dörtyol. Em 5 de Janeiro, eles deixaram Adana, Ceyhan e Tarso. A evacuação foi concluída em 7 de Janeiro, com as últimas tropas deixando Osmaniye.
Nos estágios iniciais da Guerra Greco-Turca, tropas Francesas e Gregas cruzaram o Rio Meriç e ocuparam a cidade de Uzunköprü, no leste da Trácia, e a rota ferroviária de lá para a estação de Hadimkoy, perto de Çatalca, nos arredores de Constantinopla. Em Setembro de 1922, no final daquela guerra, durante a retirada Grega depois do avanço dos revolucionários Turcos, as forças francesas retiraram-se de suas posições perto dos Dardanelos, mas os Britânicos pareciam preparados para se manterem firmes. O governo Britânico emitiu um pedido de apoio militar de suas colónias. Isso foi recusado, e os Franceses que deixaram os Britânicos nos estreitos sinalizaram que os Aliados não estavam dispostos a intervir em auxílio da Grécia. As tropas gregas e os franceses retiraram-se para além do Rio Meriç.

## Rescaldo

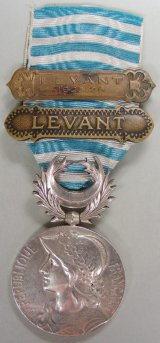
Medalha francesa para a campanha Cilíciana

Juntamente com as outras potências aliadas, os franceses abandonaram o interesse pela população Armênia em favor de apoiar a Turquia como um estado-tampão do expansionismo Bolchevique.
A França teve melhores relações com os cidadãos turcos durante a Guerra da Independência Turca, principalmente por ter rompido a solidariedade com a Tríplice Entente e assinado um acordo separado com o Movimento Nacional Turco. O Tratado de Ancara não resolveu os problemas em conexão com o sanjaco de Alexandreta. No entanto, as relações Franco-Turcas positivas foram mantidas. A política francesa de apoio ao movimento de independência da Turquia recuou durante a Conferência de Lausanne sobre a abolição das Capitulações do Império Otomano. Objeções francesas durante as discussões sobre a abolição foram percebidas como contrárias à plena independência e soberania da Turquia. Além disso, o fato de que o sanjaco de Alexandreta permaneceu sob controle francês também contribuiu para a tensão entre os dois países, como os turcos reivindicando a terra no Misak-ı Milli. A atitude positiva desenvolvida com o Tratado de Ancara permaneceu amigável, ainda que limitada.
As dívidas Otomanas foram perdoadas pela República da Turquia, em consonância com o Tratado de Lausanne.